# TSF (ジャンル)
TSF（英: transsexual fictionまたは英: transsexual fantasy）は、異性への性転換を扱うフィクションのジャンルにおける略称である。
英語においては英: transgender fiction（トランスジェンダーフィクション）または略称のTGという用語が別にあったが、日本ではその頭文字からTSもしくはTSFと略称されている（なお、確定した日本語における呼称は現時点では存在しない）。

## 概要
現実世界における性別適合手術から、肉体的にも実際の異性に成り変わる「変身譚」まで、作品によってジャンルに幅がある。異性となることによる服装（異性装）、言葉遣い、心境の変化を通じて、社会における性差を浮き彫りにする効果を与えるものとして用いられることが多い。
性転換物は古くより存在しており（#歴史を参照）、現代では、小説、漫画、映画、ゲームなどにおいて幅広く使われるモチーフとなっている。特に、アダルト系のフィクション（アダルトゲーム、成人向け漫画・小説等）において広く見られる。

## 手法による分類
フィクションにおける性転換に使われる道具立てとしては、下記のようなものがある。下にいくほどリアル系のフィクションとなる。
- 変身
  - 薬品、食品

『お兄ちゃんはおしまい!』、『世界の果てで愛ましょう』などが当てはまる。
  - 魔法、呪い

『らんま1/2』、『にょたいかっ。』などが当てはまる。
  - 現代科学を越えた機械・装置等

『ガチャガチャ』、『俺、ツインテールになります。』などが当てはまる。
- 入れ替わり
  - 男女の精神が入れ替わる。

『転校生』、『君の名は。』などが当てはまる。
- 憑依
  - 精神が異性の体に憑依する。

『あかねちゃんOVER DRIVE』、『鉄腕バーディー』などが当てはまる。
- 転生
  - 異性の体に生まれ変わる。

『異世界美少女受肉おじさんと』、『転生したらオレがヒロインであいつが勇者だった』などが当てはまる。
- 体質・遺伝
  - 遺伝などの生得的な体質で異性化

『ふたば君チェンジ♡』、『MAZE☆爆熱時空』などが当てはまる。
- 病気
  - 男性（女性）の肉体を女性化（男性化）・女体化[MtF]（男体化[FtM]）する伝染病、およびその効果を持つウイルス、細菌。

『オレが私になるまで』、『カレとカノジョの選択』などが当てはまる。
- 手術
  - 体の改造手術

『境界のないセカイ』、『バランスポリシー』などが当てはまる。
  - 脳を異性の体に移植

『ボクの初体験』、『Mr.Clice』などが当てはまる。
- 仮性半陰陽
  - 性器の外見が男性に近い物だったために男性として育てられたが、第二次性徴を迎えて女性であることが判明するもの。またはその逆。

『革命の日』、『問題ないね!?ヒデユキくん』などが当てはまる。

## TSFと似た作品のジャンル
以下のようなジャンルの作品は、しばしばTSFと混同されたり似た嗜好の方向性ととらえられることもあるが、別種のジャンルを形成している。たとえばTSFとふたなりを両方好むファン（個人）も存在しうるが、基本的にはファン層もそれぞれ別である。
- トランスジェンダー、性同一性障害
『ボーイズ・ラン・ザ・ライオット』、『放浪息子』、『銀色のジェンダーズ』などが当てはまる。
- 中性、Xジェンダー
『IS〜男でも女でもない性〜』、『放課後保健室』、『性別が、ない!』などが当てはまる。
- 男装・女装（肉体の変化を伴わない外見上のみの異性装）
女装ものおよび男の娘にはTSFと一部重なる部分はある。TSFでは、肉体が実際に（特に手術や薬品により）変わってしまう展開に抵抗感や嫌悪感を持つ人も多いためにファン層が限定されやすいが、男装・女装はより広い範囲の読者に受け入れられやすい。
『艶姿純情BOY』、『オヤマ! 菊之助』、『ストップ!! ひばりくん!』、『Mr.ボーイ』などが当てはまる。類型として『とりかへばや物語』など似た顔の男女が入れ替わって生活するものがある。
- 部分変身や部分交換
体の一部だけ（たとえば手だけとか足だけとか）変化したり入れ替わったりするもの。フェチ系に近い。
『プリティフェイス』などが当てはまる。
- ふたなり
1人の人間に男性器と女性器の両方が備わる。性器の描写が必須になるため、18禁系の作品になりやすい。変身系の作品で不完全変身としてふたなり状態になることもある。
『えんとらんす!』などが当てはまる。
- 去勢
これは一般にSM系の作品になりやすく、しばしば去勢される過程が詳しく記述されていたりする。
- 皮モノ
仮称として使われる「皮モノ」という呼称を使用するが、着ぐるみのように、人間が「皮」を被って他者や異性（主に女性）に変身するプロットである。現代の技術や科学では、着用しただけで完璧に異性に偽装できる「皮」と言えるものは存在しないため（近しい物としては、フィメールマスクやシリコンスーツが存在するが、あくまでも女装であり、着用中や着用後の身体や皮の変化から）、ファンタジーとならざるを得ない。広義には、異性装のバリエーションとも言える。また、皮内部に触手がある場合は「触手皮」、男性の皮を使用する場合は「男皮モノ」として細かく分類する事もある。
- OD
女性同士の入れ替わりや憑依などをさす。
- 精神男性化
女性が洗脳や催眠、解離性同一性障害等で自分の事を男だと思い込むシチュエーション。憑依や変身と見せかけてのどんでん返しに使われることが多い。
『ぼくは麻理のなか』、『天使な小生意気』などが当てはまる。

## 歴史

### 神話と御伽草子における性転換フィクション
古代ローマの『転身物語』において、女性から男性に変わったイピスやカイネウスの伝説、男神ユーピテルが女神ディアーナに変身、女性化してニュンペーであるカリストーと同性愛的に睦みあう伝説など、古くより性転換フィクションは存在した。
また日本の『御伽草子』においても雄と思われる狐が人間の女性に化けて姫君に仕える『玉水物語』が存在する。

### 男女入れ替わり物の登場
元々、入れ替わり物は19世紀のイギリスのユーモア文学より父と息子の入れ替わり物の小説『Vice Versa, or A Lesson to Fathers』（エフ・アンスティ）が登場し、日本でも1920年に『世界少年文学名作集』よりこの海外小説の抄訳が『あべこべ物語』として登場していた。
男女入れ替わり物では1929年〜1930年の少女雑誌『少女倶楽部』に兄妹入れ替わり物の『あべこべ玉』（陸奥速男）が登場し、後に『あべこべ物語』というタイトルで単行本化された。
戦後も1961年には学年誌『たのしい二年生』連載の藤子不二雄『てぶくろてっちゃん』に男女入れ替わりネタの『人体入れかえ機』が登場している。
また1971年開始の仮面ライダーにより始まる変身ブームでは、1973年春にテレビドラマから道具によって中学生の男女が10分間入れ替わる『へんしん!ポンポコ玉』が登場して学年誌で漫画化された。また同1973年の6月には少女漫画誌『りぼん』にも男女入れかわり漫画の『笑って許して』（弓月光）が登場し、この漫画は高橋留美子の人気少年漫画『らんま1/2』にも影響を与えた。

## 代表的な作品
☆はアニメ原作またはアニメ化された作品、★はアニメ化予定の作品、◎は実写原作または実写化された作品、●は実写化予定の作品。
| タイトル                                                                     | 発表年 | 国       | 手法       | ジャンル       | 作者                                             | 備考                                                                               |
| ---------------------------------------------------------------------------- | ------ | -------- | ---------- | -------------- | ------------------------------------------------ | ---------------------------------------------------------------------------------- |
| アイドルプリテンダー                                                         | 2012年 | 日本     | 変身       | コミック       | 晴瀬ひろき                                       |                                                                                    |
| あかねちゃんOVER DRIVE                                                       | 1999年 | 日本     | 憑依       | コミック       | 桃栗みかん                                       |                                                                                    |
| アカンプリス                                                                 | 2009年 | 日本     | 女装・変身 | コミック       | 六道神士                                         |                                                                                    |
| 悪徳なんか怖くない                                                           | 1977年 | アメリカ | 手術       | 小説           | ロバート・A・ハインライン                        |                                                                                    |
| 悪役令嬢転生おじさん★                                                        | 2020年 | 日本     | 転生       | 小説           | 上山道郎                                         |                                                                                    |
| AKUMAで少女                                                                  | 2007年 | 日本     | 入れ替わり | 小説           | わかつきひかる                                   |                                                                                    |
| 朝起きたら女の子になっていた男子高校生たちの話                               | 2021年 | 日本     | 変身       | コミック       | つむらちた                                       |                                                                                    |
| アスカはいぶりっど                                                           | 2009年 | 日本     | 変身       | コミック       | KEN+                                             |                                                                                    |
| アストリア・アクティベート                                                   | 2018年 | 日本     | 変身       | コミック       | おおのいも                                       |                                                                                    |
| ANIMAL X                                                                     | 1991年 | 日本     | 変身       | コミック       | 杉本亜未                                         |                                                                                    |
| 兄が妹で妹が兄で。                                                           | 2012年 | 日本     | 入れ替わり | コミック       | 車谷晴子                                         |                                                                                    |
| あべこべ玉                                                                   | 1934年 | 日本     | 入れ替わり | 小説           | サトウハチロー                                   | のちに『あべこべ物語』と改題                                                       |
| あめのちはれ                                                                 | 2008年 | 日本     | 変身       | コミック       | びっけ                                           |                                                                                    |
| あやかしトライアングル☆                                                      | 2020年 | 日本     | 変身       | コミック       | 矢吹健太朗                                       |                                                                                    |
| アラフォーリーマンのシンデレラ転生                                           | 2018年 | 日本     | 転生       | 小説・コミック | 原田まりる / 荒木宰 / 森倉円                     |                                                                                    |
| アレが生えてRe:Start!                                                        | 2019年 | 日本     | 変身       | コミック       | 東雲龍                                           |                                                                                    |
| あんばらんすスク～ルライフ                                                   | 2015年 | 日本     | 転生       | コミック       | むつきつとむ                                     |                                                                                    |
| 以神伝心!?                                                                   | 1995年 | 日本     | 転生       | コミック       | 佐々木よしの                                     |                                                                                    |
| 一年生になっちゃったら                                                       | 2007年 | 日本     | 手術       | コミック       | 大井昌和                                         |                                                                                    |
| 上杉くんは女の子をやめたい                                                   | 2024年 | 日本     | 変身       | コミック       | やぶうち優                                       |                                                                                    |
| 運命の相手がややこしい!                                                      | 2018年 | 日本     | 体質・遺伝 | コミック       | 柚木ゆー                                         |                                                                                    |
| 英雄王、武を極めるため転生す 〜そして、世界最強の見習い騎士♀〜☆              | 2019年 | 日本     | 転生       | 小説           | ハヤケン                                         |                                                                                    |
| エクロール                                                                   | 2011年 | 日本     | 手術       | コミック       | 内々けやき                                       |                                                                                    |
| エスプガルーダ・エスプガルーダII                                             | 2003年 | 日本     | 変身       | ゲーム         | ケイヴ                                           |                                                                                    |
| Sレア装備の似合う彼女                                                        | 2016年 | 日本     | 変身       | コミック       | 近江のこ                                         |                                                                                    |
| えんとらんす!                                                                | 2009年 | 日本     | 変身       | コミック       | ポン貴花田                                       |                                                                                    |
| 大木先生と小鮫さん                                                           | 2014年 | 日本     | 入れ替わり | コミック       | ふるかわしおり                                   |                                                                                    |
| おかわりナポリタン                                                           | 2008年 | 日本     | 変身       | コミック       | 井上行広                                         |                                                                                    |
| 幼なじみは女の子になぁれ                                                     | 2013年 | 日本     | 変身       | コミック       | 森下真央                                         |                                                                                    |
| おじゃまユーレイくん                                                         | 1979年 | 日本     | 憑依       | コミック       | よしかわ進                                       |                                                                                    |
| おっさんが小学生                                                             | 2018年 | 日本     | 転生       | コミック       | ぐんたお                                         |                                                                                    |
| 男友達ガール                                                                 | 2019年 | 日本     | 変身       | コミック       | 香椎ゆたか                                       |                                                                                    |
| 乙女ゲー(18禁)で女体化した俺は                                               | 2019年 | 日本     | 転生       | コミック       | 鈴白ねりた                                       |                                                                                    |
| お兄ちゃんはおしまい!☆                                                       | 2018年 | 日本     | 変身       | コミック       | ねことうふ                                       |                                                                                    |
| オーランドー                                                                 | 1928年 | イギリス | 変身       | 小説           | ヴァージニア・ウルフ                             |                                                                                    |
| おれがあいつであいつがおれで◎                                                | 1979年 | 日本     | 入れ替わり | 小説           | 山中恒                                           | 『転校生』原案                                                                     |
| オレが腐女子でアイツが百合オタで                                             | 2016年 | 日本     | 入れ替わり | コミック       | アジイチ                                         |                                                                                    |
| オレが私になるまで                                                           | 2019年 | 日本     | 病気       | コミック       | 佐藤はつき                                       |                                                                                    |
| 俺の友達♂♀が可愛すぎて困る!                                                  | 2019年 | 日本     | 病気       | コミック       | 春夏冬アタル / 太田顕喜                          |                                                                                    |
| オレのそんなトコ撮るなぁッ!～女体化イケメンの受難～                          | 2022年 | 日本     | 変身       | コミック       | 風雅ゆゆ                                         |                                                                                    |
| 俺、ツインテールになります。☆                                                | 2012年 | 日本     | 変身       | 小説           | 水沢夢                                           |                                                                                    |
| 俺とヒーローと魔法少女                                                       | 2014年 | 日本     | 変身       | コミック       | 九段そごう                                       |                                                                                    |
| おれ、夕子◎☆                                                                 | 1975年 | 日本     | 手術・憑依 | コミック       | 藤子・F・不二雄                                  |                                                                                    |
| 俺が…百合!?                                                                  | 2015年 | 日本     | 変身       | コミック       | 聖                                               |                                                                                    |
| オレの嫁は俺                                                                 | 2018年 | 日本     | 転生       | コミック       | きっさー                                         |                                                                                    |
| オンナノコのカラダ                                                           | 2021年 | 日本     | 変身       | コミック       | ししゃも                                         |                                                                                    |
| 革命の日                                                                     | 1998年 | 日本     | 仮性半陰陽 | コミック       | つだみきよ                                       |                                                                                    |
| かしまし 〜ガール・ミーツ・ガール〜☆                                         | 2004年 | 日本     | 変身       | アニメ         | あかほりさとる / 桂遊生丸                        |                                                                                    |
| ガチャガチャ                                                                 | 2002年 | 日本     | 変身       | コミック       | 玉越博幸                                         |                                                                                    |
| ガチ恋ハートチェンジ                                                         | 2017年 | 日本     | 入れ替わり | コミック       | 柴なつみ                                         |                                                                                    |
| 彼女になる日                                                                 | 2013年 | 日本     | 変身       | コミック       | 小椋アカネ                                       |                                                                                    |
| 神クズ☆アイドル☆                                                             | 2017年 | 日本     | 憑依       | コミック       | いそふらぼん肘樹                                 |                                                                                    |
| カレとカノジョの選択                                                         | 2020年 | 日本     | 病気       | コミック       | 緒原博綺                                         |                                                                                    |
| 彼は彼女に変わるので                                                         | 2018年 | 日本     | 体質・遺伝 | コミック       | 中てい / 壱崎煉                                  |                                                                                    |
| 彼と彼女は××できない                                                         | 2017年 | 日本     | 入れ替わり | コミック       | 江本晴                                           |                                                                                    |
| 君の名は。☆                                                                  | 2016年 | 日本     | 入れ替わり | アニメ         | 新海誠                                           |                                                                                    |
| 君の足跡はバラ色                                                             | 2017年 | 日本     | 入れ替わり | コミック       | 仙石寛子                                         |                                                                                    |
| 君の顔では泣けない                                                           | 2021年 | 日本     | 入れ替わり | 小説           | 君嶋彼方                                         |                                                                                    |
| キモオタ、アイドルやるってよ                                                 | 2016年 | 日本     | 変身       | コミック       | 一色いたる                                       |                                                                                    |
| キはキノコのキ                                                               | 1986年 | 日本     | 変身       | コミック       | 森山塔                                           |                                                                                    |
| 境界のないセカイ                                                             | 2014年 | 日本     | 手術       | コミック       | 幾夜大黒堂                                       | 原型はアダルト作品『境目のない世界』（2009年、コミックス『性転換教室』として刊行） |
| くっ殺せの姫騎士となり、百合娼館で働くことになりました。                     | 2020年 | 日本     | 転生・憑依 | コミック       | ひな姫                                           |                                                                                    |
| 黒ギャルになったから親友とヤってみた。                                       | 2019年 | 日本     | 変身       | コミック       | 織島ユポポ                                       |                                                                                    |
| クロスキッス                                                                 | 2013年 | 日本     | 入れ替わり | コミック       | 綾杉つばき                                       |                                                                                    |
| 空也IN不思議の園                                                             | 1989年 | 日本     | 変身       | コミック       | めるへんめーかー                                 |                                                                                    |
| 日下部くんanother～入れかわり♂♀ライフ～                                      | 2012年 | 日本     | 入れ替わり | コミック       | しんどうあらし                                   |                                                                                    |
| けんぷファー☆                                                                | 2006年 | 日本     | 変身       | 小説           | 築地俊彦                                         |                                                                                    |
| 攻殻機動隊 STAND ALONE COMPLEX☆                                              | 2002年 | 日本     |            | アニメ         | 士郎正宗                                         |                                                                                    |
| ココロコネクト☆                                                              | 2010年 | 日本     | 入れ替わり | 小説           | 庵田定夏                                         |                                                                                    |
| 個人差あり〼◎                                                                | 2018年 | 日本     | 変身       | コミック       | 日暮キノコ                                       |                                                                                    |
| 桜井芽衣の作り方                                                             | 2017年 | 日本     | 入れ替わり | コミック       | フクシマハルカ                                   |                                                                                    |
| さまよえる転生者たちのリライブゲーム                                         | 2019年 | 日本     | 転生       | コミック       | サイトウケンジ / 火野遥人                        |                                                                                    |
| 思春期ビターチェンジ                                                         | 2012年 | 日本     | 入れ替わり | コミック       | 将良                                             |                                                                                    |
| 死に損ないアガペー                                                           | 2017年 | 日本     | 入れ替わり | コミック       | 碕俊明                                           |                                                                                    |
| 女子小学生はじめましたP!                                                     | 2014年 | 日本     | 変身       | コミック       | 牛乳のみお                                       | 原型は『女子小学生はじめました』（2012年）                                         |
| シルシア＝コード                                                             | 2015年 | 日本     | 変身       | コミック       | 大森葵                                           |                                                                                    |
| 死の王                                                                       | 1979年 | イギリス | 仮性半陰陽 | 小説           | タニス・リー                                     | （早川書房、1986、ISBN 4150200866）                                                |
| 社畜とギャルが入れ替わりまして                                               | 2018年 | 日本     | 入れ替わり | コミック       | 多喜れい                                         |                                                                                    |
| 純とかおる                                                                   | 2012年 | 日本     | 体質・遺伝 | コミック       | 二駅ずい                                         |                                                                                    |
| シンデレラボーイ☆                                                            | 1980年 | 日本     | 手術       | コミック       | モンキー・パンチ                                 |                                                                                    |
| すーぱー・アスパラガス                                                       | 1982年 | 日本     | 変身       | コミック       | 立原あゆみ                                       |                                                                                    |
| 成城紅茶館の事情                                                             | 2007年 | 日本     | 変身       | コミック       | スエカネクミコ                                   |                                                                                    |
| 性なる嘘つき                                                                 | 2011年 | 日本     | 変身       | コミック       | おりもとみまな                                   |                                                                                    |
| 性別「モナリザ」の君へ。                                                     | 2018年 | 日本     | 体質・遺伝 | コミック       | 吉村旋                                           |                                                                                    |
| 世界を征服するための、3つの方法                                              | 2009年 | 日本     | 変身       | ゲーム         | クラウド                                         |                                                                                    |
| 世界の果てで愛ましょう                                                       | 2008年 | 日本     | 変身       | コミック       | 武田すん                                         |                                                                                    |
| 絶望の犯島-100人のブリーフ男と1人の改造ギャル-                               | 2013年 | 日本     | 手術       | コミック       | 櫻井稔文                                         |                                                                                    |
| 先輩とぼく                                                                   | 2008年 | 日本     | 入れ替わり | 小説           | 沖田雅                                           |                                                                                    |
| ぜんぶきみの性                                                               | 2019年 | 日本     | 病気       | コミック       | 浅月のりと                                       |                                                                                    |
| 殲鬼戦記ももたま                                                             | 2005年 | 日本     | 入れ替わり | コミック       | 黒乃奈々絵                                       |                                                                                    |
| 蒼穹の昴◎                                                                    | 1996年 | 日本     | 手術       | 小説           | 浅田次郎                                         |                                                                                    |
| ただし俺はヒロインとして                                                     | 2018年 | 日本     | 憑依       | コミック       | 森下真央                                         |                                                                                    |
| たとえ灰になっても                                                           | 2015年 | 日本     | 転生       | コミック       | 鬼八頭かかし                                     |                                                                                    |
| たまたまオトメ                                                               | 2011年 | 日本     | 変身       | コミック       | 原田重光 / 瀬口たかひろ                          |                                                                                    |
| たまちぇん!!                                                                 | 2012年 | 日本     | 入れ替わり | コミック       | 師走ゆき                                         |                                                                                    |
| ちぇんじ!                                                                    | 2001年 | 日本     | 入れ替わり | コミック       | 篠塚ひろむ                                       |                                                                                    |
| ちぇんじ!                                                                    | 2014年 | 日本     | 入れ替わり | コミック       | みこくのほまれ                                   |                                                                                    |
| ちぇんじどらっぐ                                                             | 2018年 | 日本     | 変身       | コミック       | くたび                                           |                                                                                    |
| 徴産制                                                                       | 2018年 | 日本     | 手術       | 小説           | 田中兆子                                         |                                                                                    |
| 月の子                                                                       | 1988年 | 日本     | 体質・遺伝 | コミック       | 清水玲子                                         |                                                                                    |
| 綴-目を開けて見えた景色                                                      | 2015年 | 日本     | 憑依       | コミック       | 椿あす                                           |                                                                                    |
| TS学園の日常                                                                 | 2019年 | 日本     | 変身       | コミック       | カネコナオヤ                                     |                                                                                    |
| TS衛生兵さんの戦場日記                                                       | 2023年 | 日本     | 転生       | 小説、コミック | まさきたま                                       |                                                                                    |
| TS転生してまさかのサブヒロインに。                                           | 2024年 | 日本     | 転生       | コミック       | まさきたま                                       |                                                                                    |
| デイジー♥Magic                                                               | 1997年 | 日本     | 変身       | コミック       | にしむらともこ                                   |                                                                                    |
| テイレシアスの檻                                                             | 2022年 | 日本     | 変身       | コミック       | 竹葉久美子                                       |                                                                                    |
| 鉄腕バーディー☆                                                              | 1985年 | 日本     | 憑依       | コミック       | ゆうきまさみ                                     |                                                                                    |
| 転校生◎                                                                      | 1982年 | 日本     | 入れ替わり | 映画           | 大林宣彦（原作は「おれがあいつであいつがおれで」 |                                                                                    |
| 転校生-さよなら あなた-◎                                                     | 2007年 | 日本     | 入れ替わり | 映画           | 大林宣彦                                         |                                                                                    |
| 天国と地獄〜サイコな2人〜◎                                                   | 2021年 | 日本     | 入れ替わり | ドラマ         | 森下佳子                                         |                                                                                    |
| 転生したらオレがヒロインであいつが勇者だった                                 | 2020年 | 日本     | 転生       | コミック       | みずのもと                                       |                                                                                    |
| 転生少女図鑑                                                                 | 2013年 | 日本     | 体質・遺伝 | コミック       | お子様ランチ                                     |                                                                                    |
| 転性パンデみっく                                                             | 2017年 | 日本     | 変身       | コミック       | 冬野なべ                                         |                                                                                    |
| どう男女!?                                                                   | 2007年 | 日本     | 入れ替わり | コミック       | 萩わら子                                         |                                                                                    |
| 童貞男子”女体化”開発生活                                                     | 2016年 | 日本     | 変身       | コミック       | 高山ねむ子                                       |                                                                                    |
| 突然女の子になったので、俺のおっぱい揉んでみませんか？                       | 2015年 | 日本     | 変身       | コミック       | 永田まりあ                                       |                                                                                    |
| とらんす・とらんす                                                           | 2010年 | 日本     | 変身       | コミック       | 龍炎狼牙                                         |                                                                                    |
| トランスジェニック・ラボラトリ                                               | 2009年 | 日本     | 手術       | コミック       | 厦門潤                                           |                                                                                    |
| トランスジッター -歪な外側-                                                  | 2018年 | 日本     | 病気       | コミック       | 咲次朗                                           |                                                                                    |
| TRADE〜俺は今日から女子高生〜                                                | 2015年 | 日本     | 憑依       | コミック       | 森田彩加 / 押月禄                                |                                                                                    |
| ないしょのココナッツ                                                         | 1992年 | 日本     | 入れ替わり | コミック       | 富所和子                                         |                                                                                    |
| ないしょのつぼみ（6期）                                                      | 2009年 | 日本     | 入れ替わり | コミック       | やぶうち優                                       |                                                                                    |
| 24時間、彼女のカラダ貸します。                                               | 2018年 | 日本     | 憑依       | コミック       | 紅生しんた                                       |                                                                                    |
| 二分割幽霊綺譚                                                               | 1983年 | 日本     | 仮性半陰陽 | 小説           | 新井素子                                         |                                                                                    |
| にぶんのいちボーイフレンド                                                   | 2016年 | 日本     | 体質・遺伝 | コミック       | 流星ハニー                                       |                                                                                    |
| にょたいかっ。                                                               | 2009年 | 日本     | 変身       | コミック       | 龍炎狼牙                                         |                                                                                    |
| にょたいか俺!                                                                | 2013年 | 日本     | 入れ替わり | コミック       | 座間翔二                                         |                                                                                    |
| 女体化ヤンキー学園★〜オレのハジメテ、狙われてます。〜                        | 2014年 | 日本     | 変身       | コミック       | 高尾鷹浬                                         |                                                                                    |
| 女体化した僕を騎士様達がねらってます —男に戻る為には抱かれるしかありません!— | 2016年 | 日本     | 変身       | 小説・コミック | やかん / 祈みさき                                | 『僕と呪いと騎士様と』（2014年）改題                                               |
| 女体化したら彼女の(双子の)兄と×××しちゃいました!?                            | 2021年 | 日本     | 変身       | コミック       | 牛タン                                           |                                                                                    |
| 任侠転生 -異世界のヤクザ姫-                                                  | 2019年 | 日本     | 転生       | コミック       | 宮下裕樹 / 夏原武                                |                                                                                    |
| のぞむのぞみ                                                                 | 2010年 | 日本     | 変身       | コミック       | 長月みそか                                       |                                                                                    |
| NOT LIVES -ノットライヴス-                                                   | 2011年 | 日本     | 転生       | コミック       | 烏丸渡                                           |                                                                                    |
| High School                                                                  | 2008年 | 日本     | 変身       | 音楽           | グループ魂                                       | アルバム『ぱつんぱつん』収録                                                       |
| ハイブリッド・ガールフレンド                                                 | 2016年 | 日本     | 病気       | コミック       | まる寝子                                         |                                                                                    |
| バケルくん◎                                                                  | 1974年 | 日本     | 入れ替わり | コミック       | 藤子不二雄                                       |                                                                                    |
| Back Street Girls☆◎                                                          | 2015年 | 日本     | 手術       | コミック       | ジャスミン・ギュ                                 |                                                                                    |
| パパとムスメの7日間◎                                                         | 2006年 | 日本     | 入れ替わり | 小説           | 五十嵐貴久                                       |                                                                                    |
| バランスポリシー                                                             | 2010年 | 日本     | 手術       | コミック       | 吉富昭仁                                         |                                                                                    |
| 腹ペコのマリー                                                               | 2017年 | 日本     | 転生・変身 | コミック       | 田村隆平                                         |                                                                                    |
| パンプキン・タイム                                                           | 2018年 | 日本     | 体質・遺伝 | コミック       | Gaedarae                                         |                                                                                    |
| 美少女化したおじさんだけど、ガチ恋されて困ってます                           | 2020年 | 日本     | 変身       | コミック       | なぎと                                           |                                                                                    |
| 美少女になったけど、ネトゲ廃人やってます。                                   | 2019年 | 日本     | 変身       | 小説・コミック | 星屑ぽんぽん / ネコメガネ                        |                                                                                    |
| ヒナちゃんチェンジ                                                           | 2019年 | 日本     | 入れ替わり | コミック       | 梶川岳                                           |                                                                                    |
| 姫ちゃんのリボン☆                                                            | 1990年 | 日本     | 変身       | コミック       | 水沢めぐみ                                       |                                                                                    |
| ヒロインくん                                                                 | 1979年 | 日本     | 変身       | コミック       | よしかわ進                                       |                                                                                    |
| ヒーローの秘密                                                               | 2009年 | 日本     | 変身       | コミック       | 今村陽子                                         |                                                                                    |
| 異世界美少女受肉おじさんと☆                                                  | 2019年 | 日本     | 転生       | 小説・コミック | 津留崎優 / 池澤真                                |                                                                                    |
| ふしぎ遊戯 玄武開伝                                                          | 2003年 | 日本     | 変身       | コミック       | 渡瀬悠宇                                         |                                                                                    |
| ふたかた                                                                     | 2008年 | 日本     | 憑依       | 小説           | わかつきひかる                                   |                                                                                    |
| ふたば君チェンジ♡                                                            | 1990年 | 日本     | 体質・遺伝 | コミック       | あろひろし                                       |                                                                                    |
| プリティフェイス                                                             | 2002年 | 日本     | 手術       | コミック       | 叶恭弘                                           |                                                                                    |
| ブルームドインアクション                                                     | 2009年 | 日本     | 手術       | コミック       | 塩野干支郎次                                     |                                                                                    |
| へんしん!ポンポコ玉◎                                                         | 1973年 | 日本     | 入れ替わり | ドラマ         | 国際放映                                         |                                                                                    |
| ボクガール☆                                                                  | 2013年 | 日本     | 変身       | コミック       | 杉戸アキラ                                       |                                                                                    |
| 僕と彼女の×××◎                                                               | 2001年 | 日本     | 入れ替わり | コミック       | 森永あい                                         |                                                                                    |
| ぼくと魔女式アポカリプス                                                     | 2006年 | 日本     | 変身       | 小説           | 水瀬葉月                                         |                                                                                    |
| ぼくのご主人様!?                                                             | 2006年 | 日本     | 入れ替わり | 小説           | 鷹野祐希                                         |                                                                                    |
| ボクの女子力はあの娘のパンツに詰まっている。                                 | 2013年 | 日本     | 変身       | コミック       | 柚木涼太                                         |                                                                                    |
| ボクの初体験◎                                                                | 1975年 | 日本     | 入れ替わり | コミック       | 弓月光                                           |                                                                                    |
| WHITE NOTE PAD                                                               | 2015年 | 日本     | 入れ替わり | コミック       | ヤマシタトモコ                                   |                                                                                    |
| ぼんキュぼん男子！                                                           | 2014年 | 日本     | 変身       | コミック       | 蒼田カヤ                                         |                                                                                    |
| まおまりも                                                                   | 2010年 | 日本     | 変身       | コミック       | 堀北蒼 / 谷澤史紀                                |                                                                                    |
| 魔王を征服するための、666の方法                                              | 2010年 | 日本     | 変身       | ゲーム         | CROWD                                            |                                                                                    |
| まじとら!                                                                    | 2015年 | 日本     | 変身       | コミック       | 香椎ゆたか                                       |                                                                                    |
| 魔法少女ならぬ魔法中年が世界の平和を守る事になったようです                   | 2011年 | 日本     | 変身       | 小説           | 酒井仁                                           |                                                                                    |
| 魔法少女 俺☆                                                                 | 2012年 | 日本     | 変身       | コミック       | 毛魂一直線                                       |                                                                                    |
| 魔法少女 翔                                                                  | 2019年 | 日本     | 変身       | コミック       | さね野郎                                         |                                                                                    |
| 魔法少女2世                                                                  | 2017年 | 日本     | 変身       | コミック       | ゴリーマン                                       |                                                                                    |
| 魔法少年マジョーリアン                                                       | 2005年 | 日本     | 変身       | コミック       | 石田敦子                                         |                                                                                    |
| Mr.Clice                                                                     | 1985年 | 日本     | 手術       | コミック       | 秋本治                                           |                                                                                    |
| Mr.ボーイ                                                                    | 2001年 | 日本     | 男装・女装 | コミック       | 山本貴嗣                                         |                                                                                    |
| Mr.マロウブルー                                                              | 2019年 | 日本     | 入れ替わり | コミック       | サマミヤアカザ                                   |                                                                                    |
| みだLOVE♪                                                                    | 2016年 | 日本     | 変身       | コミック       | 林哲也                                           |                                                                                    |
| ミッドナイト                                                                 | 1986年 | 日本     | 手術       | コミック       | 手塚治虫                                         |                                                                                    |
| MAZE☆爆熱時空☆                                                               | 1993年 | 日本     | 体質・遺伝 | 小説           | あかほりさとる                                   |                                                                                    |
| めぐ♥みるく                                                                  | 2010年 | 日本     | 変身       | コミック       | 日下皓                                           |                                                                                    |
| 目々盛くんには敵わない                                                       | 2020年 | 日本     | 変身       | コミック       | もりこっこ                                       |                                                                                    |
| めんどくさがり男子が朝起きたら女の子になっていた話                           | 2019年 | 日本     | 変身       | コミック       | 小林キナ                                         |                                                                                    |
| モブキャラの俺が女体化したら爆モテした件                                     | 2019年 | 日本     | 変身       | コミック       | 福嶋ユッカ                                       |                                                                                    |
| モブおじさんですが乙女ゲームのヒロインになりました。                         | 2019年 | 日本     | 憑依       | コミック       | もみちか                                         |                                                                                    |
| 桃色男女ちぇん★                                                              | 2015年 | 日本     | 入れ替わり | コミック       | 左右田もも                                       |                                                                                    |
| 問題ないね!?ヒデユキくん                                                     | 1992年 | 日本     | 仮性半陰陽 | コミック       | 滝沢ひろゆき                                     |                                                                                    |
| 山田くんと7人の魔女◎☆                                                        | 2012年 | 日本     | 入れ替わり | コミック       | 吉河美希                                         |                                                                                    |
| 闇の女王                                                                     | 1978年 | 日本     |            | 小説           | 半村良                                           |                                                                                    |
| 幽霊の正体見たり、枯れ頭。                                                   | 2019年 | 日本     | 転生       | コミック       | 小花オト                                         |                                                                                    |
| ユピテルとカリスト                                                           | 1744年 | フランス | 変身       | 絵画           | フランソワ・ブーシェ                             |                                                                                    |
| 幼女戦記☆                                                                    | 2013年 | 日本     | 転生       | 小説、コミック | カルロ・ゼン / 篠月しのぶ / 東條チカ             |                                                                                    |
| よーじょらいふ!                                                              | 2019年 | 日本     | 変身       | コミック       | あまー                                           |                                                                                    |
| よくわからないけれど異世界に転生していたようです                             | 2017年 | 日本     | 転生       | 小説、コミック | 内々けやき / あし / カオミン                     |                                                                                    |
| らんま1/2◎☆                                                                  | 1987年 | 日本     | 変身       | コミック       | 高橋留美子                                       |                                                                                    |
| ランジェリー・パブリシティ                                                   | 1998年 | 日本     | 変身       | コミック       | なかはら★ももた                                  |                                                                                    |
| リターン                                                                     | 1994年 | 日本     | 憑依       | コミック       | 三浦実子                                         |                                                                                    |
| 我が家のお稲荷さま。☆                                                        | 2004年 | 日本     | 体質・遺伝 | 小説           | 柴村仁                                           |                                                                                    |
| 私が悪役令嬢で弟がヒロインな今                                               | 2021年 | 日本     | 転生       | コミック       | 内村かなめ                                       |                                                                                    |
| ヲタドル 推しが私で 私が推しで                                               | 2019年 | 日本     | 入れ替わり | コミック       | ぢゅん子                                         |                                                                                    |